# سرپاور آتشین
سرپاورهای آتشین خانواده‌ای از سرپاورها هستند. این خانواده دو سرده دارد.